# Robert Włodarz
Robert Włodarz (ur. 30 czerwca 1965 w Krakowie) – były polski piłkarz, występujący na pozycji obrońcy, trener piłkarski.

## Kariera
W 1975 roku wstąpił do drużyny juniorów Prokocimia Kraków. W 1985 roku zadebiutował w drużynie seniorskiej tego klubu. Rok później przeszedł do Wawelu Kraków, gdzie grał do 1988 roku. W latach 1988–1991 był zawodnikiem Garbarni Kraków, natomiast w latach 1991–1995 reprezentował barwy Wisły Kraków. W barwach Wisły rozegrał 115 meczów ligowych, z czego 85 w pierwszej lidze. W klubie tym piastował również funkcję kapitana. W 1995 roku wrócił do Garbarni, w której grał do 1999 roku. W rundzie wiosennej sezonu 1999/2000 był zawodnikiem Prokocimia Kraków. Karierę zawodniczą skończył w Górniku Wieliczka, gdzie grał w latach 2000–2003.
Pod koniec kariery piłkarskiej został trenerem. Pracę w tym charakterze rozpoczął w 2001 roku w juniorach Garbarni Kraków. Później pracował w juniorach Prokocimia Kraków i Górnika Wieliczka. Trenowanie seniorów rozpoczął od Górnika Wieliczka (2002–2004). Następnie był trenerem takich klubów, jak Skawinka Skawina (2004–2005), Bieżanowianka Kraków (2005–2006), Wawel Kraków (2006–2008), Wiślanka Grabie (2008–2009), Radziszowianka Radziszów (2009–2012 oraz 2014–2015), Górnik Wieliczka (2012), Tęcza Piekary (2013) oraz Gdovia Gdów (od 2015).